# Nestorijanstvo
Nestorijanstvo ili nestorijanizam kršćansko je učenje o Isusovoj dualnosti, to jest tvrdi da je Isus postojao kao dvije odvojene osobe – Isus čovjek i Isus Sin Božji. Ovo učenje pripisuje se krivovjernim, a sukob oko ovoga gledišta doveo je do Nestorijanskog raskola pri kojem se Asirska istočna Crkva odvojila od Bizantske Crkve.
Nestorijanstvo kao kršćanska hereza nastalo je u ranoj kršćanskoj Crkvi, u 5. stoljeću, kao pokušaj tumačenja otjelotvorenja (inkarnacije) božanske Riječi (Logosa), koje je drugo lice Svetog Trojstva, tj. Isus Krist kao čovjek. Nestorijanstvo tvrdi da su Isusova ljudska i božanska priroda odvojene i da postoje dvije osobe, Isus kao čovjek i Isus kao Božja Riječ koja živi u čovjeku.
Doktrina je poznata i po tome što se Mariji, Isusovoj majci, zanijekalo da je rodila Boga, nego samo Isusa čovjeka. Nestorije je bio protiv korištenja pojma bogorodice (Theotokos) i predlagao korištenje pojma roditeljice Krista (Christotokos).
Doktrinski ju se može vidjeti vidjeti kao čistu suprotnost monofizitizmu koji je nastao kao odgovor na njega.
Dok nestorijanizam drži da su se u Kristu labavo objedinile dvije naravi, božanska i čovječja, monofizitizam drži da je Isus imao samo jednu narav, njegovo čovječanstvo prevladano božanskim, „poput žlice meda u oceanu mora”.
Kratka definicija nestorijanske kristologije bi bila sročena kao; Isus Krist, koji nije identičan Sinu, ali je osobno sjedinjen s njim, koji živi u njemu, jedna je narav i jedna priroda; ljudska. Odvojena, ali povezana s božanskim. Protivnici te doktrine su optuživali Nestorija za „Usvajateljstvo”, odnosno pogled u kojem Svemogući Bog usvaja čovjeka Isusa Krista, rođena kao čovjeka, ne kao Boga, no kasnije ga uzdiže na „božanski nivo”, posvaja ga jedna Božanska osoba.
U odnosu na sukob nestorijanske i monofizitske doktrine, riječ je bila i u suparništvu dviju škola, jedne iz Antiohije i druge (monofizitske) iz Aleksandrije.
Problemima je pridonosila i izmiješanost jezika, jer su se u raspravama koristili aramejski, grčki i latinski, na kojima svi pojmovi nisu jednakog značenja.

## Povijest
Do sukoba u kršćanstvu oko pitanja nestorijanstva došlo je ubrzo nakon Efeškog sabora, jednog od sedam prvih ekumenskih sabora Crkve. S obzirom na to da su Nestorijevci izgubili na saboru, utočište su našli u Sasandskom Perzijskom carstvu, koje je poticalo daljnje dogmatske razlike između „rimskih” i „perzijskih” kršćana. U egzilu su se Nestorijevci okrenuli misionarstvu i preobratili na svoju vjeru velik dio Srednje Azije, sve do Mongolije.

Unatoč početnom uspjehu, Nestorijevski misionarski pothvat je doživio obrat. David J. Bosch primjećuje; „Do kraja četrnaestog stoljeća, Nestorijanska i druge Crkve – koje su svojevremeno iscrtavale krajolik cijele Središnje, pa čak i djelove Istočne Azije – bile su samo izbrisane. Izolirani džepovi tog oblika kršćanstva preživjeli su samo u Indiji. Vjerski pobjednici na ogromnom srednjoazijskom misijskom polju Nestorijanaca bili su islam i budizam.”